# Dragomirești, Dâmbovița
Dragomirești este satul de reședință al comunei cu același nume din județul Dâmbovița, Muntenia, România. În localitate funcționează Uzina de Produse Speciale Dragomirești.
 Acest articol despre o localitate din județul Dâmbovița este deocamdată un ciot. Puteți ajuta Wikipedia prin completarea lui.